# Pristimantis lanthanites
Pristimantis lanthanites är en groddjursart som först beskrevs av Lynch 1975.  Pristimantis lanthanites ingår i släktet Pristimantis och familjen Strabomantidae. IUCN kategoriserar arten globalt som livskraftig. Inga underarter finns listade i Catalogue of Life.